# Jacques-Germain Soufflot
Jacques-Germain Soufflot (22. července 1713 Irancy – 29. srpna 1780 v Paříži) byl francouzský architekt období klasicismu.

## Biografie
V 19 letech odešel proti vůli rodičů z domova a odjel do Itálie, kde v letech 1731-1738 studoval na Académie de France à Rome antiku a dílo Andrea Palladia. Poté se usadil v Lyonu, kde realizoval především chrám Change a nemocnici Hôtel-Dieu. Následovala další cesta do Itálie, při které doprovázel markýze de Marigny, pozdějšího ředitele královských staveb, který se stal Soufflotovým ochráncem. V roce 1751 se vrátil do Lyonu, kde postavil divadlo Théâtre du quartier Saint-Clair a roku 1754 přesídlil do Paříže na žádost markýze de Marigny, který mu zadal výstavbu svého paláce (dnes již zbořeného).
Když se markýz de Marigny stal ředitelem královských staveb, jmenoval Soufflota kontrolorem tohoto úřadu a rovněž byl jmenován ředitelem Manufacture des Gobelins. Dostal zadání na renovaci paláce Louvre, jeho návrhy však nebyly realizovány.
Jeho nejznámějším dílem se stal kostel Sainte-Geneviève v Paříži přejmenovaný v roce 1791 na Panthéon, kam byly jeho ostatky přeneseny v roce 1829.
Soufflot byl jeden z nejvýznamnějších architektů 2. poloviny 18. století, období klasicismu, které se vymezovalo vůči rokoku. Jeho architektura představuje prvky gotické architektury uplatněné podle vzorů antiky a renesance.

## Významné stavby
- Původní Opéra de Lyon

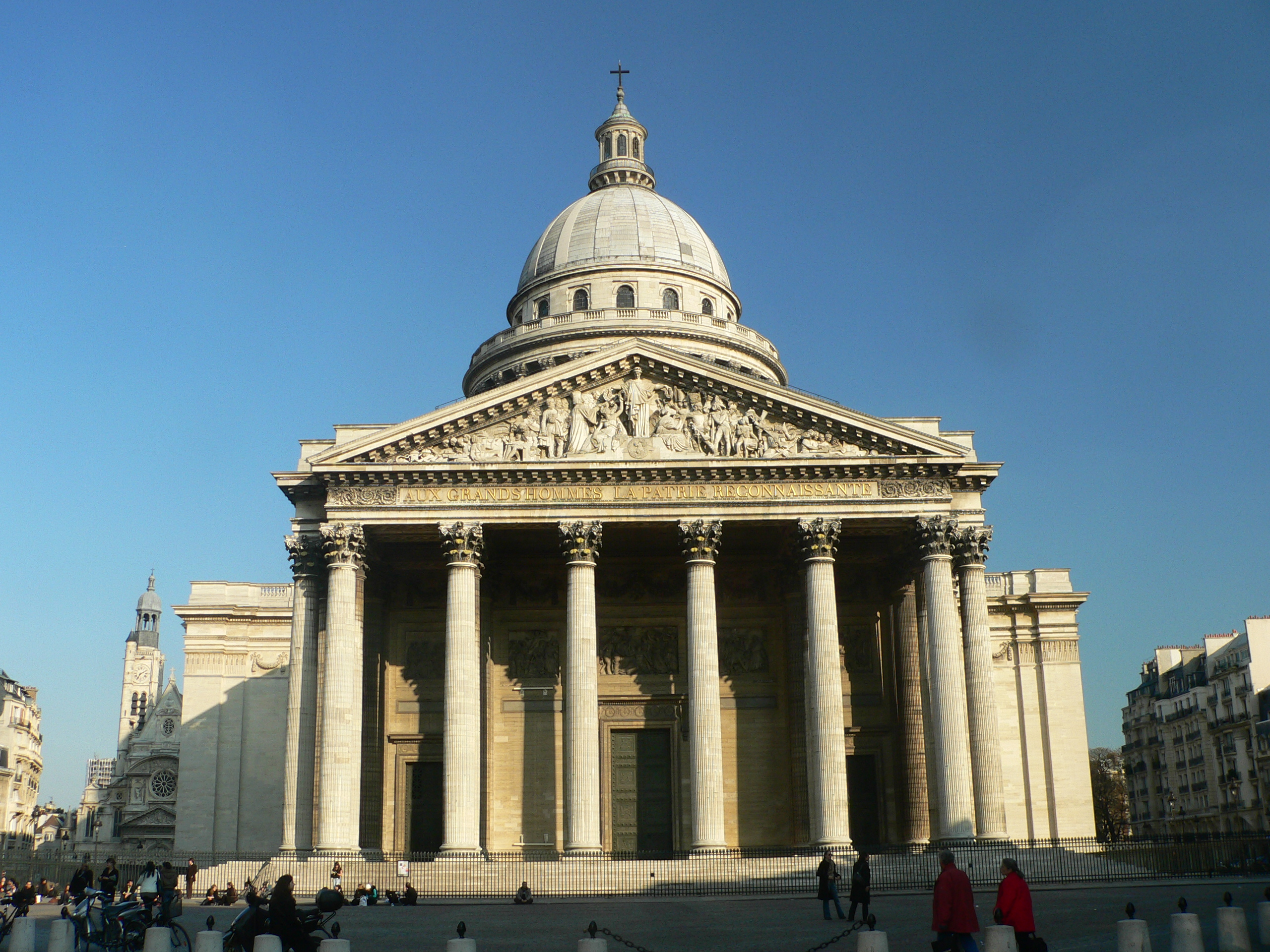
Pařížský Pantheon

- 1736-1750: rozšíření kostela Saint-Bruno-des-Chartreux v Lyonu
- 1747-1750: přestavba Temple du Change v Lyonu
- 1750: rokonstrukce Hospices de la Charité v Mâconu
- 1754-1756: Théâtre du quartier Saint-Clair v Lyonu
- 1741-1761: fasáda nemocnice Hôtel-Dieu v Lyonu
- 1764: přestavba zámku Menars pro markýze Abela Françoise Poissona de Vandières
- 1766-1775: část Hôtel de la Marine na Place de la Concorde v Paříži
- 1757-1790: kostel Sainte-Geneviève v Paříži, dnešní Panthéon (zemřel před jeho dokončením)